# Новая (Омская область)
Новая — деревня в Омском районе Омской области России. Входит в состав Калининского сельского поселения.

## География
Населённый пункт находится на юге центральной части Омской области, в лесостепной зоне, в пределах Барабинской низменности, на расстоянии примерно 28 километров (по прямой) к юго-востоку от посёлка Ростовка, административного центра района. Абсолютная высота — 115 метров над уровнем моря.

### Часовой пояс
Деревня Новая, как и вся Омская область, находится в часовой зоне МСК+3. Смещение применяемого времени относительно UTC составляет +6:00.

## Население
| 2006 | 2010 |
| ---- | ---- |
| 128  | ↘101 |

Гендерный состав
По данным Всероссийской переписи населения 2010 года в гендерной структуре населения мужчины составляли 51,5 %, женщины — соответственно 48,5 %.
Национальный состав
Согласно результатам переписи 2002 года, в национальной структуре населения русские составляли 48 % из 123 чел., казахи — 38 %.

## Улицы
Уличная сеть деревни состоит из трёх улиц.